# Mathry
Mathry è un centro abitato del Galles, situato nella contea del Pembrokeshire.

## Geografia antropica

### Suddivisioni amministrative
Villaggi della comunità di Mathry
- Mathry
- Abercastle
- Castlemorris